# Juan Paredes (Txiki)
Juan Paredes Manotas o Manot, más conocido como Txiki (1954-1975) fue un miembro de la organización terrorista ETA político-militar durante la dictadura de Franco en España, ejecutado por fusilamiento en Barcelona el 27 de septiembre de 1975.
Un consejo de guerra sumarísimo se celebró el 19 de septiembre en el Gobierno Militar de Barcelona para juzgarlo por un atraco en la sucursal del Banco Santander de la calle Caspe de Barcelona el 6 de junio. En dicho atraco, a causa de un tiroteo, murió el cabo primero de la Policía Armada Ovidio Díaz López. Se le aplicó el art. 294 bis c) 1.º del Código de Justicia Militar. Fue condenado a muerte y ejecutado. Txiki fue calificado como terrorista por la legalidad franquista.
Junto con Ángel Otaegui, también militante de  ETA político-militar,  y los militantes del FRAP José Luis Sánchez Bravo, Ramón García Sanz y Humberto Baena, fue condenado a muerte y ejecutado el 27 de septiembre de 1975 por fusilamiento. Estas fueron las últimas ejecuciones del franquismo, poco antes de la muerte del dictador. Esas ejecuciones levantaron una ola de protestas y condenas contra el Gobierno de España dentro y fuera del país, tanto a nivel oficial como popular.

## Biografía
Juan Paredes nació en la población extremeña de Zalamea de la Serena, provincia de Badajoz (España), el 20 de febrero de 1954. Era el segundo de siete hermanos. La familia emigró a la localidad guipuzcoana de Zarauz, en el País Vasco, en 1964 (algunas fuentes señalan 1963). Antes lo habían hecho sus abuelos, que emigraron poco después de acabar la guerra, y el hermano mayor, Mikel. Juan contaba diez años de edad cuando llegó a Zarauz junto a sus padres.
Estudió hasta los 14 años en la escuela pública de Zarauz y comenzó a trabajar en una fábrica local de plásticos. Influenciado por Joseba Zubiaurre, ingresó en la Sociedad de Montaña Inda-Mendi de Zumaya y comenzó a realizar frecuentes salidas al monte. 
Entró  en EGI en 1972 y pasó posteriormente a ETA; se estima que en 1973 ya estaba comprometido con esa organización. En 1970 comenzó a recibir, con otros amigos de su cuadrilla, charlas de formación política (historia del nacionalismo vasco, guerras carlistas...). Cuando se estableció la unión entre EGI-Batasuna y ETA, Paredes Manot pasó al Frente Obrero de ETA. Pasó al Frente Militar en 1973 como miembro de un comando legal (no detectado por la policía) de la organización y desarrollando la labor política en la zona de la costa guipuzcoana.
El 12 de enero de 1974 Txiki huyó de Zarauz pasando a la clandestinidad. Formaba parte de un comando legal de apoyo para un atentado contra un miembro de la familia real (un cuñado del futuro rey Juan Carlos I). Tras ser sorprendidos en un coche por la Guardia Civil y un posterior enfrentamiento con ésta, huyó y fue requerido por robo de coches. Tras unos meses escondido en diferentes lugares de Guipúzcoa pasó al País Vasco Francés sobre el 19 o 20 de agosto de ese mismo año. Después de permanecer una semana en Iparralde cruzó la frontera por Navarra, ingresando de nuevo en España.

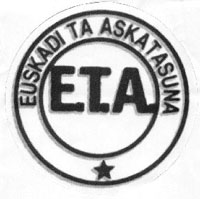
Anagrama de ETA.

Txiki quedó integrado en ETA político-militar después de que en noviembre de 1974 se constituyera ETA militar. Formó pareja con Bizar Bujanda, y aún no estaba identificado por la policía, que llamaba a esta pareja Tip y Coll  por sus características físicas (Bujanda era alto mientras que Paredes era bajo). Junto a Bujanda desarrolló varias labores en el área del Goyerri guipuzcoano y en Pamplona. En aquel periodo Juan Paredes recibió clases de euskera de su compañero de grupo.
En enero de 1975 Txiki quedó integrado en los comandos especiales, en donde coincidió con Apala, con el que formó grupo y realizó varias acciones.
El 1 de abril de 1975 los periódicos publican la noticia del atentado mortal contra el subinspector de policía José Díaz Linares en San Sebastián, el que se relaciona directamente a Txiki, llegando a acusar a este, días más tarde, de ser el autor material de los hechos. 
En mayo pasa a Cataluña junto a Iñaki Pérez Beotegi, alias Willson. El 30 de julio son detenidos en la calle Boada de Barcelona, cerca de la plaza Lluchmayor. La prensa publicó la noticia como la detención de dos delincuentes comunes, «Lele» y «Pirómano». La legislación vigente en ese momento (todavía no se habían promulgado los decretos de antiterrorismo), impedía la retención en comisaría por más de 72 horas. Paredes Manot permanece cinco días en la Comisaría Central de Barcelona recibiendo diversas torturas en los interrogatorios que le realizan. Al quinto día ingresa en la cárcel Modelo de la Ciudad Condal y el 21 de agosto sus abogados, Marc Palmés y Magda Oranich, logran entrevistarse con él después de ser levantado el decreto de incomunicación con ellos. En la cárcel, Txiki se declara en huelga de hambre en protesta por las condenas a los miembros de ETA Garmendia y Otaegui.
El 22 de agosto se le comunica a Txiki el auto de procesamiento (Causa 141/4/75) en el que está imputado por diversas acciones en unión de otras personas. El 15 de septiembre la autoridad castrense desglosa la Causa 141/4/75, abriendo una nueva, la 100/4/75, en la que es imputado únicamente Juan Paredes Manot, en la cual se pide pena de muerte en juicio sumarísimo. Los abogados solo disponen de cuatro horas para estudiar la causa y presentar el escrito de conclusiones provisionales.
El día 19 de septiembre se celebra el consejo de guerra contra Txiki, en el cual es encontrado culpable de la muerte del cabo primero de la Policía Armada Ovidio Díaz López, en el transcurso de un atraco en la sucursal del Banco Santander de la calle Caspe de Barcelona el 6 de junio. Txiki negó la intervención en ese atraco, alegando que se hallaba en Perpiñán en esas fechas. La sentencia condenó a muerte a Juan Paredes, que fue ejecutado junto al cementerio barcelonés de Sardañola del Vallés a las 8:30 del 27 de septiembre de 1975.

## El juicio

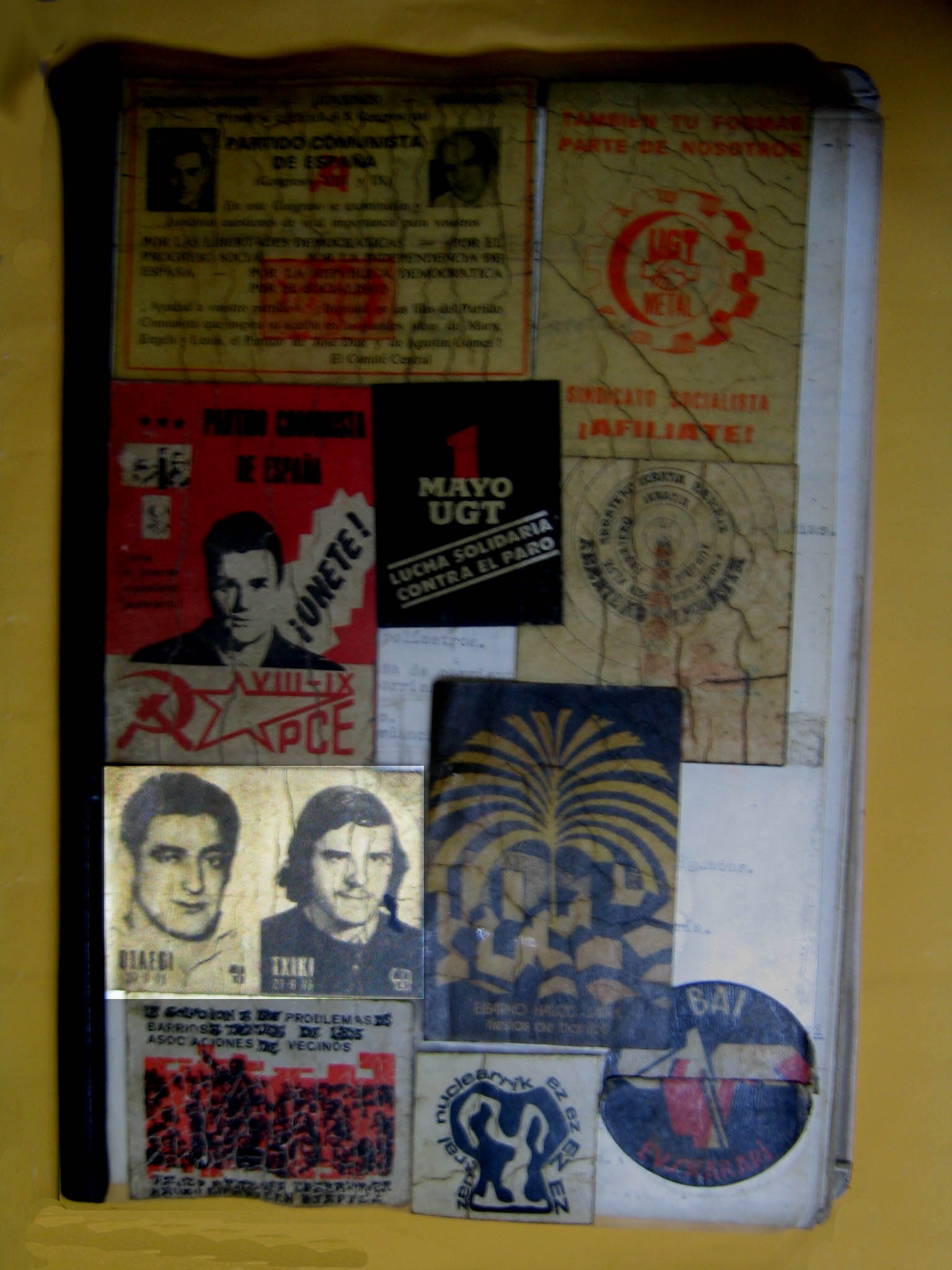
Carpeta con pegatinas; destaca la de Txiki y Otaegui. Txiki es el de la derecha de dicha pegatina.

Juan Paredes fue juzgado en un consejo de guerra sumarísimo el 19 de septiembre; se realizó en el Gobierno militar de Barcelona. El tribunal es nombrado por la autoridad militar, designando al instructor y a los miembros del consejo, y se limita el derecho a asistencia letrada, tomándose declaración sin presencia de abogado.  
La defensa se adjudica a los abogados Marc Palmés y Magda Oranich, conocidos antifranquistas, a quienes se da cuatro horas para prepararla aun cuando se pedía una condena a muerte.
Txiki tenía varios procesos abiertos, entre ellos el atentado en el que se asesinó al Subinspector de la Policía Armada José Díaz Linares en San Sebastián (Guipúzcoa) el 29 de marzo de 1975. El juicio de Barcelona fue por el atraco a la sucursal del Banco Santander de la calle Caspe el 8 de junio de 1975. Este atraco estaba vinculado con la preparación de la fuga de Segovia que se realizó en 1976. En ese atraco, en un tiroteo, murió un policía, de cuya muerte se acusó a Txiki. 
El 22 de agosto se le había comunicado el procesamiento por la Causa 141/475 en la que estaban varios implicados. El 15 de septiembre se produce el desglose del sumario, abriendo una nueva Causa, la 100/4/75, en la cual solo se imputa a Txiki. El sumario se convertía en sumarísimo. Ese mismo día ocurría lo mismo en Madrid, convirtiendo los sumarios de los miembros del FRAP que serían ejecutados el 27 de septiembre, también, en sumarísimos.
Las abogadas, tras leer el sumario, presentan, el mismo día 15, dos escritos a la autoridad competente pidiendo la nulidad, en un caso, de las actuaciones sumariales, y la incompetencia de jurisdicción en el otro. La primera petición estaba basada en que en el sumario no estaban reflejadas las declaraciones íntegras del acusado, y por otro lado, Txiki prestó declaración ante el juez instructor bajo juramento de decir la verdad (es decir, declarando como testigo) y el propio Consejo Supremo de Justicia Militar afirmaba que «es causa de nulidad recibir con juramento una declaración del procesado». La incompetencia de jurisdicción estaba basada en la consideración de que la jurisdicción castrense es exclusivamente para el Ejército y el acusado era un civil; el Ejército no es competente, a juicio de los abogados, del mantenimiento del orden interno de la nación, que corresponde a la Autoridad Civil y por lo tanto a los tribunales ordinarios.
Todos los recursos son desestimados; incluso el mismo día del juicio se desestima un recurso en el que se pide, nuevamente, la suspensión del mismo por una serie de defectos que hacían nulas las actuaciones habidas. Estos defectos hacían referencia a la participación de otras personas en los hechos juzgados y la conveniencia de que testificaran en el juicio. La desestimación de las peticiones de la defensa creó en los abogados «una sensación real de indefensión práctica».
Una de las estrategias seguidas por la defensa era la de retrasar el juicio lo máximo posible con la esperanza de que la muerte del dictador (ocurrió dos meses después, el 20 de noviembre de 1975) precipitara una serie de cambios políticos que hicieran inviable una ejecución de una pena capital. Incluso se procuró alargar el consejo de guerra del día 19 para que la sesión finalizara después del Consejo de Ministros ganando una semana más de tiempo en la esperanza de que pudiera haber algún cambio.
La línea de la defensa se basó en las declaraciones de Paredes de que en esos días se encontraba en Perpiñán (Francia). La defensa pidió una prueba pericial para determinar si las balas que mataron al policía pertenecían o no a las armas de Txiki, prueba que fue denegada.
El consejo de guerra duró unos días y la ejecución tuvo lugar una semana después. Los abogados estiman que la condena estaba decidida de antemano y que era una decisión política. El propio Paredes Manot vio claro que se pretendía matarlo y él mismo se lo dijo a las abogadas. En una entrevista en la revista Punto y Hora de Euskal Herria Magda Oranich manifiesta: 

... estábamos tan convencidos de que a los otros no los condenarían a muerte; y aunque los hubieran condenado, estábamos seguros de que la pena no se habría aplicado. En cambio, con lo de Txiki, todos sabíamos que lo mataban. Lo sabíamos desde el primer momento. Y él también lo sabía desde que lo detuvieron. Desde el primer momento que lo vimos nos lo dijo. Tan claro lo veíamos que fuimos a ganar tiempo, a ver si lo que pasó el 20 de noviembre (en referencia al fallecimiento de Franco) pasaba antes.
 La única posibilidad de salvación era que hubiera un follón impresionante o que primero se cargasen a una primera tanda, que era la del FRAP, y que Txiki fuera en la segunda, que quizá no se haría, como sucedió.

El juicio comenzó a las 9:00 con la lectura, por parte del juez instructor, del apuntamiento de la causa y una serie de folios a petición del fiscal y de la defensa. A las 11:30 comienza la declaración de Paredes Manot, que se declara miembro de la organización ETA pero rechaza la intervención en el atraco del Banco Santander. El acusado relata el paso por comisaría y los pormenores de sus interrogatorios y declaraciones. 
Los testigos comienzan a entrar en la sala a las 12:30; el director de la sucursal bancaria Alberto Sánchez afirma que no reconoce a ninguno de los atracadores, y el ayudante de caja José Luis Fernández reconoce a Txiki como uno de los asaltantes, aunque a preguntas de la defensa da una descripción que no coincide con la del acusado y contradice la declaración que había realizado ante la policía. El vigilante Ricardo García testifica diciendo que «con casi seguridad» es capaz de reconocer al acusado aunque se contradice con su declaración anterior donde aseguraba que el atracador que pudo ver era de 1,65 o 1,70 metros de altura y rubio. Además, asegura haber participado en una rueda de reconocimiento en comisaría, rueda que no aparece reflejada en los sumarios. Los defensores hacen hincapié en las características físicas de Paredes Manot, muy bajo y de pelo negro. El inspector de policía Esteban Rodríguez dice que vio cómo el acusado saltaba por una ventana de la sucursal y reconoce a éste, pero no realizó descripción alguna en su declaración en comisaría. Otro testigo afirma que tiene enemistad con el acusado, al ser él policía y el acusado miembro de ETA, y el fiscal llama a declarar a dos testigos, policías armados, que afirman haber estado en el lugar de los hechos pero que no figuran en el atestado levantado por la policía y han realizado declaraciones en las diligencias abiertas del sumario. Estos testigos llegarán ser calificados por la defensa como «testigos fantasma». Fueron Manuel Carbonell y Jesús Vázquez, que declararon que fue Txiki quien mató a Ovidio Díaz. Tras la declaración de los testigos, a las 15:00 se suspende la sesión por tres horas.
A las 18:00 se reanuda la sesión con la lectura de las conclusiones del fiscal jurídico militar, en las cuales relata los hechos acaecidos en el atraco y finaliza reiterando la petición de pena de muerte. La defensa niega la participación de Txiki en los hechos y pide la libre absolución. Señala, demás, ocho causas por las cuales se debería anular el proceso. Estas son: aplicación del decreto ley sobre terrorismo a unos hechos ocurridos dos meses antes de la publicación del mismo aplicándolo de forma retroactiva y en perjuicio del reo, realización de ruedas de reconocimiento irregulares que incumplen las garantías de los códigos de reconocimiento, nacimiento irregular de la causa (desgajándose de otra previa) de forma que muchos hechos relevantes no son conocidos por la defensa causando indefensión, aporte de declaraciones incompletas del acusado provenientes de otro sumario y sin firma, no se ha practicado la autopsia al fallecido en contra de lo que se apunta en el Código de Justicia Militar y en la Ley de Enjuiciamiento Criminal, no se realizó ninguna diligencia para que declarasen los otros participantes en el atraco, la orden de convocar del Consejo Militar no incluía el nombre del fiscal ni estaba firmada por el Jefe de Estado Mayor y no por el Secretario de Justicia, y haberle tomado declaración al acusado con juramento previo (posteriormente se le tomó, advirtiéndole que se le hacía sin juramento previo). La defensa expone dos puntos finales: que el asesinato de un policía armado el día 14 de septiembre en Barcelona podría haber influido en la clasificación del enjuiciamiento en sumarísimo y que se posicionaba contraria a la pena de muerte.
Después de la réplica y contrarréplica de fiscal y defensa, Juan Paredes hace su declaración final, en la que dice: 

...no estoy de acuerdo con nada de esto, porque este juicio se celebra contra el pueblo vasco y todos lo pueblos del Estado español. Gora Euskadi!

Pasadas las 20:00 se da por finalizada la sesión pública del consejo de guerra y comienza la sesión secreta.  Antes de finalizar el día se dicta sentencia, que dice: 

... el delito de terrorismo penado en el art. 294 bis) c) del Código de Justicia Militar ya que miembro de una organización subversiva cual es ETA de la que es militante el procesado y tiene la finalidad de atentar contra la unidad de la patria realizaron un atentado contra la propiedad del Banco Santander en el que hicieron frente a la Policía Armada.../... y con un violento e intenso tiroteo se produjo la muerte del cabo primero jefe de la dotación del coche patrulla...

 En ella no se llega a expresar que Juan Paredes Manot fuera el autor material de los disparos que causaron la muerte Ovidio Díez y acaba 

FALLAMOS que debemos condenar a Juan Paredes Manotas (sic) (a) "TXIKI" a la pena de MUERTE como responsable del apreciado delito de terrorismo, que en caso de conmutación llevará la accesoria de inhabilitación absoluta, debiendo indemnizar a los herederos del cabo primero de la Policía Armada D. Ovidio Díaz López con la suma de QUINIENTAS MIL pesetas y declaramos el decomiso de las armas ocupadas y municiones.

El abogado Marc Palmés pide formalmente que su defendido no sea ajusticiado por garrote vil sino mediante fusilamiento, siguiendo el deseo del defendido.

## La ejecución
El Consejo de Ministros del viernes 26 de septiembre confirma las penas de muerte de cinco encausados, entre ellas la de Txiki. El día anterior se le comunica a Txiki el «enterado» del gobierno. Lo hace su hermano Mikel, después de haberlo acordado con los abogados. Hay varias protestas de abogados en el Colegio de Abogados de Barcelona y se realizan gestiones con la Santa Sede. Los abogados y el hermano de Txiki pasan la noche con él y los reclusos de la cárcel Modelo; realizan una protesta golpeando las puertas (lo que se conoce como pajarraca). El abogado designado de oficio, capitán Joaquín Coronado Castilla, envía un telegrama pidiendo a la Jefatura del Estado la conmutación de la pena.
Los abogados defensores que permanecían en la cárcel junto a Txiki y su hermano ven imposibilitada la salida de la misma, ya que si lo hicieran no tendrían permitida la entrada; otros compañeros del mismo gabinete no pueden acceder a las instalaciones. Permanecieron en capilla hasta la 7:50, momento en el que Juan Paredes fue conducido a un vehículo, formando parte de una caravana de unos doce o trece coches; en otro coche iban los abogados y su hermano. 
El comportamiento de Txiki en las doce horas que duró la capilla fue calificado por la prensa como de «entereza». La tranquilidad mostrada por Juan Paredes era tal que un militar comentó su extrañeza, a lo cual Txiki le respondió Nosotros no tenemos de qué avergonzarnos por estar aquí. Vosotros, sí.
En el tiempo de capilla, su hermano Mikel le comunicó que su amigo Montxo había resultado muerto en un operativo policial el 18 de septiembre en un piso de Madrid. La operación fue el resultado de las labores del infiltrado policial Mikel Lejarza, El Lobo. Por la reacción de Txiki, su hermano estima que sería de su mismo grupo de operaciones. Txiki dedicó un verso, las palabras de Ernesto «Che» Guevara 

"Mañana, cuando yo muera, no me vengáis a llorar. Nunca estaré bajo tierra, soy viento de libertad"

que serían utilizadas como epitafio en su tumba, que escribió en el anverso de una fotografía a sus hermanos pequeños, a los que no veía desde hacía tiempo y se negó a comer.
El sábado 27 de septiembre de 1975 a las 8:30, en un claro del bosque que está junto al cementerio barcelonés de Sardañola del Vallés o Norte, fue fusilado por un pelotón de seis voluntarios del Servicio de Información de la Guardia Civil.
Juan Paredes permanecía atado de pies y manos a un trípode entonando el «Eusko gudariak». Gritó  «Gora Euskadi askatuta. Aberria ala hil!» (Viva Euskadi libre. ¡Patria o muerte!). Los guardias no obedecieron inmediatamente la voz de fuego y los doce tiros, efectuados con subfusiles de 9 mm, fueron disparados uno a uno en dos tandas. Todos ellos, a excepción de uno que se escapó antes de la orden de fuego, dieron en el cuerpo del ejecutado causándole heridas no mortales; el abogado Marc Palmés pidió al capitán del piquete que acabase con la agonía de Txiki efectuando el tiro de gracia. Mikel arremetió contra el pelotón, pero fue retenido por los abogados. Concluido el acto, se acercó al lugar de la ejecución manchando sus manos en sangre y recogiendo los casquillos de la munición que se habían utilizado.
El cadáver fue conducido al depósito del cercano cementerio, donde fue certificada su muerte por el médico forense. Marc Palmés había ocultado una pequeña cámara de fotos con la que logró tomar una fotografía del cadáver en el ataúd.  Permaneció allí hasta el día siguiente en que fue enterrado. Aun cuando el acceso a la zona del cementerio estaba cerrado por cordones policiales, fueron llegando, a lo largo de toda la noche y día siguiente, cientos de personas para asistir al entierro. Cuando salió el ataúd del depósito hacia el lugar del enterramiento —iba sobre la caja de un furgón abierto— los asistentes comenzaron a lanzar claveles rojos y a gritar Gora Euskadi askatuta!, Visca Catalunya! y Gora Txiki! (¡Viva Euskadi libre!, ¡Viva Cataluña! y ¡Viva Txiki!) hasta el momento en que intervino la policía.
Una vez que fue enterrado en Barcelona, la familia reclamó el cuerpo para que se sepultara en Zarauz; la autorización no fue concedida y el traslado no se llevó a cabo hasta un año más tarde. 
En Zarauz fue enterrado en el cementerio de la localidad, en una tumba en la que se pueden leer las palabras de Guevara (las que él había escrito a sus hermanos pequeños) y una estrofa de un verso de Joxan Artze 

"Eta behar dudan denbora baino lehen hiltzen banaute nere hortzetan den azken antzia beste batenetan loratuko den lehen irria izango da" ("si me matan antes de cumplir mi tiempo, el último deseo albergado en mis labios será la primera sonrisa que en los de otro florecerá").

.
Se intentaron celebrar muchos funerales. Los primeros en organizarse fueron en Barcelona, en la parroquia del mismo cura que participó en el entierro, Robert Pons, pero todos fueron impedidos por las fuerzas de orden público que tomaron la iglesia. El cura fue agredido y el despacho de los abogados atacado por «agentes incontrolados», mientras que en la calle se sucedían las protestas.
Finalmente en Zarauz, se celebró el funeral el día 29 de septiembre en la iglesia parroquial; al mismo asistieron más de 4000 personas, aun cuando los accesos a la villa estaban cortados. En este acto la madre de Txiki dijo unas palabras por las cuales fue detenida junto con el cura y llevada ante el juez en San Sebastián. El juez la puso inmediatamente en libertad.

## Reacciones de protestas
Cuando el viernes 26 de septiembre, el Consejo de Ministros, por unanimidad y siguiendo las directrices de Francisco Franco, aprueba el fusilamiento de cinco de los once condenados a pena de muerte, se produce una inmensa conmoción. Franco había hecho oídos sordos a todas las peticiones de clemencia que le habían llegado, desde la del papa Pablo VI hasta la de su propio hermano Nicolás Franco, pasando por el primer ministro sueco, Olof Palme, y el presidente de México, Luis Echeverría Álvarez. Los titulares de la prensa española proclamaban la generosidad del régimen por haber indultado a seis de los once condenados. Bajo el título Hubo clemencia, la prensa se plegaba a las consignas del régimen sin que se oyera una palabra disonante.
En el País Vasco se decretaba una huelga general en pleno Estado de excepción y que era seguida, mayoritariamente, por las diferentes ciudades españolas. Se multiplicaban los paros, las protestas, en todo el mundo; el clamor contra las ejecuciones no cesaba.
Las irregularidades de los procesos realizados ya habían sido denunciadas por el abogado suizo Chistian Grobet, que había asistido como observador judicial al consejo de guerra de Txiki en nombre de la Federación Internacional de Derechos del Hombre y de la Liga Suiza de Derechos del Hombre, en cuyo informe del 12 de septiembre dice: 

... jamás el abajo firmante, desde que sigue los procesos políticos en España, ha tenido una impresión tan clara de asistir a un tal simulacro de proceso, en definitiva a una siniestra farsa, si pensamos un momento en el porvenir que les aguarda a los acusados

El presidente mexicano Luis Echeverría pide la expulsión de España de las Naciones Unidas. Doce países occidentales retiran a sus embajadores de Madrid. Las embajadas españolas de diversas ciudades son atacadas por los manifestantes, que incendian la de Lisboa ante la pasividad de la policía.

### La respuesta del gobierno
La respuesta del régimen es la convocatoria de una manifestación de adhesión en la madrileña plaza de Oriente, manifestación preparada por el teniente coronel José Ignacio San Martín, en la que Francisco Franco, físicamente muy debilitado, acompañado y respaldado públicamente por el entonces príncipe Juan Carlos de Borbón, proclama: 

Todo lo que en España y Europa se ha armao obedece a una conspiración masónico-izquierdista, en contubernio con la subversión comunista-terrorista en lo social, que si a nosotros nos honra, a ellos les envilece.

 Esta fue la última aparición pública del dictador.

### En el País Vasco
El sábado 27 de septiembre se da comienzo a una huelga general de tres días de duración. Se estima que pararon más de 200.000 trabajadores. Era la tercera huelga general que se convocaba ese septiembre y ya había habido otras protestas en agosto. Se realizan manifestaciones en todas las poblaciones importantes, que son reprimidas con violencia por la Policía Armada y la Guardia Civil llegándose a utilizar fuego real. Se realizan funerales en casi todas las poblaciones vascas, en San Sebastián se convoca un funeral para el día 30 a las siete de la tarde en la catedral del Buen Pastor cooficiado por el entonces obispo auxiliar, José María Setién, ideológicamente próximo al nacionalismo vasco,  y otros 30 sacerdotes, pero no se puede celebrar, por estar tomada la plaza y las inmediaciones del templo por la policía. En los alrededores de la catedral donostiarra se concentró una gran cantidad de personas y hubo disturbios en los cuales se produjeron  disparos de fuego real y un niño fue herido. El gobierno declara el estado de excepción, que sería el último del régimen franquista.

### En España
En el resto de España, las protestas son mucho menores. En Barcelona se hicieron diferentes manifestaciones que fueron reprimidas por la policía. Hay protestas en algunas ciudades, pero se logra mantener el orden. 
En un hotel madrileño  Yves Montand y Costa Gavras presentan un manifiesto contra las condenas apoyado por varias figuras culturales relevantes entre los que se encontraban Jean Paul Sartre, Louis Aragon y André Malraux. Los cineastas fueron expulsados de España.

### En el mundo
La reacción internacional es fuerte, tanto a nivel gubernamental como popular. Los países de la Comunidad Económica Europea  piden el indulto de los condenados (expresado en Londres por el embajador italiano), lo mismo que la Santa Sede y las Naciones Unidas. Hay protestas populares casi en todas las ciudades importantes y capitales. Se llega a asaltar o intentar asaltar las embajadas y consulados españoles y se boicotean los intereses de España en algunos lugares como en Francia. En varios países se realizaron numerosas las manifestaciones y actos de protesta con grandes disturbios.
Algunos gobiernos, como el de Noruega, Reino Unido y Holanda, llaman a su embajador en Madrid. En Copenhague, la Alianza Atlántica, aprueba una moción de protesta contra las condenas y exhorta a los países miembros que no hagan nada que pueda favorecer el ingreso de España en ese organismo.
El presidente de México expulsa al embajador español, solicita que España sea expulsada de la ONU y suspende las relaciones diplomáticas con España.

## Reconocimiento como «víctimas reconocida de violencia política»
El 19 de noviembre de 2012 la comisión creada para la evaluación de las víctimas de violencia policial y de origen político entre los años 1960 y 1978 creada por el Parlamento y el Gobierno Vasco reconoce a Txiki y a Ángel Otaegui como víctimas de violación de los derechos humanos y sufrimientos injustos por la violencia de motivación política al considerar que en consejo de guerra en el que fueron condenados a muerte se vulneró su derecho a un juicio justo.

## Situación política y social en aquel periodo

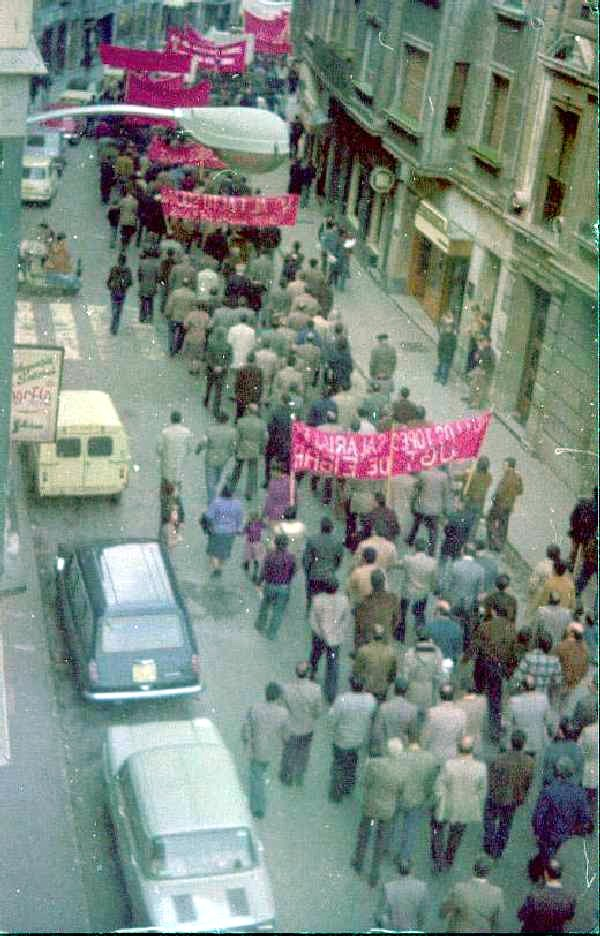
Manifestación del Primero de Mayo en Éibar, Guipúzcoa País Vasco (España) (año 1978).

En 1975 se agudiza algo que se venía sintiendo desde hacía algún tiempo, la proximidad del fin de la dictadura franquista debido a la muerte de Francisco Franco. Las dictaduras vecinas, como la de Salazar en Portugal o la de los de los coroneles griegos, han caído y Franco estaba viejo y enfermo.
Mientras que en Cataluña la oposición al régimen ha logrado constituir un órgano unitario, la Asamblea de Cataluña, en el resto de España, no ha podido lograr una coordinación entre ellos. En el País Vasco, la diversidad es todavía mayor.
El continuismo del gobierno de Arias Navarro, hace que las fuerzas políticas opositoras manifiesten claramente una ruptura con el Régimen. Esta ruptura podría estar acompañada con una ruptura del Estado (territorial). El Partico Comunista de España (PCE) se define por el mantenimiento de la continuidad del Estado, con una ruptura total con el Régimen. Esta postura irá ganando adeptos entre los demás partidos de la oposición, a excepción de los nacionalistas vascos comenzando una separación entre ellos. Esta situación quedaría evidenciada en los estatutos de la Junta Democrática de España, donde en el punto 9 dice: 

La Junta propugna: el reconocimiento, bajo la unidad del Estado español, la personalidad política de los pueblos catalán, vasco y de las comunidades regionales que lo decidan democráticamente.

 Esto, en abierta contraposición con las tesis mantenida por el propio PCE, impulsor de la Junta Democrática, poco tiempo antes en donde propugnaban el derecho de las nacionalidades existente en España a la autodeterminación tal y como se recogía en el informe España, Estado multinacional de 1970.  El Partido Socialista Obrero Español (PSOE), que junto con el Partido Nacionalista Vasco (PNV) forma parte del Gobierno Vasco en el exilio, apuesta desde este por la creación de una unión nacional vasca y a nivel estatal crea, en contraposición con el PCE, la Conferencia Democrática que pronto será la Plataforma de Convergencia Democrática que también ve con buenos ojos el PNV. ETA político-militar y ETA militar no aceptan ni una propuesta ni la otra.
El atentado que costó la vida a Carrero Blanco en diciembre de 1973, no solo cambió los planes de la jerarquía de Franquista, sino que fue un hito significativo en la organización ETA. Al año siguiente, 1974, sería el año de la más importante escisión de la organización. En realidad, la base de la conformación del área nacionalista en una nueva etapa que se veía próxima.
Los debates que se desarrollaban en ese periodo dentro de la organización y su entorno, no cuestionaban ideologías, ni nacionalistas ni sociales, sino estructuras organizativas. El cuestionamiento de la «estructuración por frentes» y su intento de sustitución, daría como resultado las escisiones. De las múltiples escisiones que se produjeron en ese periodo, la de ETA militar  (ETA-m) y ETA político-militar  (ETA-pm) es la más importante. La estructura de frentes va dejando paso a una estructura en el que se separan las bases de la actividad armada, aunque todo se mantiene coordinado por unos únicos responsables. Esta es la estructura que se denominará "político militar". La oposición a esta estructura organizativa, se da en el «Frente Obrero» (el de masas) y, también, en «Frente Militar». 
En los esfuerzos de unificar las fuerzas dispersas de los nacionalistas de izquierda, se desarrolló un programa de máximos, mientras que para unificar al resto de fuerzas, se realiza un programa de mínimos, el que más tarde se transformaría en la Alternativa KAS.
Las movilizaciones obreras también son importantes. Nace Comisiones Obreras de Euskadi y de ella, la Coordinadora Obrera Nacional de Euskadi, la CONE (basada en la línea del PCE) y luego, volviéndose a reorganizar forman la CECO (Coordinadora de Euskadi de Comisiones Obreras) aún con divergencias en las propuestas políticas. La Unión General de Trabajadores (UGT) se centra en la reivindicación de la libertad sindical y ELA, en su consolidación interna, no participa en las grandes huelgas de los años 1974 y 1975 que detienen a las más importantes empresas del País Vasco. También reaparece la anarcosindical Confederación Nacional del Trabajo (CNT), con fuerza en algunos lugares como Vitoria.
Las diversas organizaciones políticas y sindicales realizan llamamientos a huelgas generales en diciembre de 1974 que son seguidas por los trabajadores. ETA político-militar, comienza a converger con diversas organizaciones no independentistas mientras que ETA militar se mantiene inamovible.
El plan de nuclearización de la Costa Vasca (se proponía construir cuatro centrales nucleares a lo largo de la costa de Vizcaya y Guipúzcoa), es ampliamente rechazado por la sociedad vasca, que se moviliza en amplias protestas a las que se suma la acción armada de ETA.
En abril de 1975 se declara el Estado de Excepción en las provincias vascas que durará hasta el 25 de julio, al amparo del mismo la represión aumenta y se extiende hasta la muerte de Franco. ETA da un salto cualitativo en cuanto a las víctimas de sus atentados, llegando a 16 asesinatos en 1975 (muy superior a los habidos el año anterior si se descuentan las del atentado contra la cafetería Rolando). En mayo de 1975 se presenta el sindicato Langile Abertzaleen Batzordeak (LAB), (impulsado casi en solitario por ETA pm) y poco después, en junio, se producen las elecciones sindicales con discrepancia en los planteamientos de las fuerzas sindicales (entre el boicot y la participación).
ETA-pm sufre las consecuencias de su doble ser en una gran pérdida de militantes (ya sea detenidos o huidos), ETA-m critica esa estructura organizativa que considera demasiado abierta para el desarrollo de una acción armada eficaz y va tomando relevancia en la presencia armada.
El 26 de agosto se aprueba el decreto antiterrorista, que aumenta las penas a su grado máximo, permite los registros sin orden judicial e incluso llega a hacer posible expulsar a los abogados defensores de los juicios. 
Los juicios contra Garmendia y Otaegi fuerzan, por la necesidad de coordinar las acciones de protesta, la creación de Koordinadora Abertzale Sozialista (KAS) en el seno de la cual se producen diferentes ficciones entre las fuerzas que la componen.

### La inmigración
El desarrollo industrial del País Vasco conllevó una inmigración muy alta. En 1970, la población residente nacida en el País Vasco era de 1.600.000 personas, mientas que la nacida fuera del mismo era de 700.000 ciudadanos procedentes, en su mayoría, de regiones rurales de España. Esta llegada de ciudadanos de origen diferente al autóctono, hizo variar la composición social vasca sensiblemente. Variación que también ha tenido su reflejo en el ámbito cultural y lingüístico.
En 1974, el 66% de los emigrantes en Euskadi se consideraban pertenecientes a la clase trabajadora, mientras que entre los autóctonos esa consideración era del 56%. Diferencias similares se daban cuando se analizaba la ocupación de los puestos laborales menos cualificados.

## Simbolismo de Txiki y su ejecución

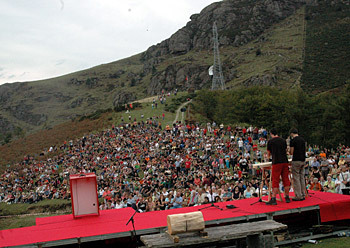
Celebración del Gudari Eguna en 2006

El periodista nacionalista Xabier Sánchez Erauskin en el prólogo de su libro Txiki y Otaegi, el viento y las raíces, afirma que los dos miembros de ETA ajusticiados representaban: 

... se intentaba fusilar a un pueblo y para ello de buscaron dos símbolos evidentes. Se eligieron a dos personas de clara significación; el emigrante integrado y el casero de la tierra, el de los nuevos vientos de libertad y el de las vetas arraigadas del pueblo. El liberado y el legal. El viento y las raíces.

Las muertes de Txiki y Otaegi  dieron pie a una amplia difusión cultural y propagandística, se realizaron multitud de carteles y pegatinas que fueron distribuidas entre la población y se compusieron canciones ensalzando su figura. José Antonio Larrañaga Etxabe,  conocido con el nombre artístico de Urko, lanzó en 1978 el álbum Gure lagunei ("A nuestros amigos") en el cual incluye a ambos ejecutados, junto a las figuras de Pertur (dirigente del grupo terrorista ETA político-militar) y Bernardo Bidaola (miembro de ETA), en una portada difuminada con un texto del dirigente de Herri Batasuna Telesforo Monzón. El álbum incluye dos canciones dedicadas a ellos,  Gure lagunei e Irabazi dugu ("Ganamos"), donde, en  Gure lagunei se hace referencia, con versos en castellano, al origen extremeño de Juan Paredes Manot, su emigración y su implicación en el movimiento nacionalista y social.
Las cinco ejecuciones de aquel 27 de septiembre tuvieron gran trascendencia social, se consideró como "el principio del fin del franquismo"  y el hecho de que fueran fusilados y no  ejecutados a garrote vil, como había sido la ejecución de Salvador Puig Antich  el año anterior, fue tomado como una señal del régimen de que los militares, y no la justicia civil, toman responsabilidad en el asunto. Para la izquierda nacionalista vasca, la llamada  izquierda abertzale, la cual homenajea a los fusilados con el Gudari Eguna (en castellano  «Día del soldado o luchador»).